# Maximiliano Gerardo Crespi
Maximiliano Crespi es un escritor, filólogo, crítico literario y ensayista argentino. Nacido el 13 de agosto de 1976 en Oriente (Argentina) se graduó en Letras Clásicas (con orientación en Metodología de la Investigación) en la Universidad Nacional del Sur y se doctoró en Letras Modernas en la Universidad Nacional de La  Plata. Es docente e investigador del CONICET y de la ANPCyT, de la Facultad de Humanidades y Ciencias de la Educación de la Universidad Nacional de La Plata (UNLP) y del Instituto Universitario de Madres de Plaza de Mayo (UNMa), con especialización en Historia Intelectual Argentina y Latinoamericana. En ese área de trabajo editó, prologó, antologó y comentó obras de Jaime Rest, David Viñas, Noé Jitrik, Eduardo Grüner, María Moreno, Jorge Jinkis, Juan B. Ritvo, Luis Gusmán y Raúl Antelo. Desarrolló en la Universidad de Trieste una investigación académica sobre la obra y el proyecto intelectual de Juan Octavio Prenz.
Es reconocido como uno de los críticos más importantes de su generación.Con relación a la literatura argentina del siglo XXI desarrolló numerosos análisis críticos sobre las obras de Samanta Schweblin, Federico Falco, Ariana Harwicz, Mauro Libertella, Selva Almada, Luciano Lamberti, Diego Erlan, Hernán Ronsino, Carlos Godoy, Gabriela Cabezón Cámara, Francisco Bitar y Carlos Busqued, entre otros. Polemizando con las posiciones de Beatriz Sarlo, Josefina Ludmer y Elsa Drucaroff, ha descrito las tendencias de producción literaria realista del nuevo siglo desde una caracterización basada en una crítica ideológica de ascendencia marxista, clasificando los proyectos narrativos en las categorías de progresistas, reaccionarios o infames. Sus últimos trabajos sobre la literatura argentina del siglo XXI, en defensa de una "literatura en transgresión" (centrándose en autores como Ariana Harwicz, Ana Grynbaum y Pablo Farrés), se orientan en un análisis y una crítica radical del síntoma de victimización sobre el que se elabora la autoficción contemporánea.
Su libro de ensayos sobre la relación entre la vida y el desarrollo teórico de las obras de Karl Marx, Vladímir Lenin, Rosa Luxemburgo, Antonio Gramsci, Walter Benjamin, Louis Althusser y André Gorz obtuvo una importante repercusión.
Ha sido profesor visitante y ha dictado cursos y conferencias en diversas universidades de México, Ecuador, Colombia, Perú, Brasil, España, Servia, Eslovenia e Italia. Actualmente dirige Aquilea (revista de la Maestría en Escritura Creativa de la Universidad Nacional de Tres de Febrero).
Comenta libros y temas de actualidad cultural en Revista Ñ, del diario El Clarín.

## Libros
- Viñas crítico (2009; 2017)
- La conspiración de las formas. Apuntes sobre el jeroglífico literario (2011)
- Jaime Rest. Función crítica y políticas culturales (2013)
- Los infames. La literatura de derecha explicada a los niños (2015)
- El objeto total. Dos imágenes del estudio (2018)
- Pasiones terrenas. Amor y literatura en tiempos de lucha revolucionaria (2018)
- La revuelta del sentido. El paso (no) literario de León Rozitchner (2019) - Premio Fondo Nacional de las Artes Ensayo
- Tres realismos. Literatura argentina del siglo 21 (2020)
- Un poco demasiado. Notas sobre el chantaje del presente (2022)
- Prenz, en perspectiva (2024)
- Con la verdad. Los ensayos del joven Masotta (2025)

## Libros en colaboración
- Ficción y transgresión. La literatura rioplatense en el siglo XXI (2023), con Mathías Iguiniz.[21]

## Distinciones
- Premio Ensayo (Fondo Nacional de las Artes, 2017)[22]

## Traducciones
- William Hazlitt, El placer de odiar y otros ensayos (Edición, selección y traducción, 2022)[23]

- Francis Scott Fitzgerald, El Crack-up y otros textos (Edición, selección y traducción, 2023)[24]